# Murów (gemeente)
De gemeente Murów is een landgemeente in het Poolse woiwodschap Opole, in powiat Opolski (Silezië).
De zetel van de gemeente is in Murów.
Op 30 juni 2004 telde de gemeente 6013 inwoners.

## Oppervlakte gegevens
In 2002 bedroeg de totale oppervlakte van gemeente Murów 160,26 km², waarvan:
- agrarisch gebied: 19%
- bossen: 75%

De gemeente beslaat 10,1% van de totale oppervlakte van de powiat.

## Demografie
Stand op 30 juni 2004:
| Omschrijving                   | Totaal | Totaal | Vrouwen | Vrouwen | Mannen | Mannen |
| ------------------------------ | ------ | ------ | ------- | ------- | ------ | ------ |
| eenheid                        | aantal | %      | aantal  | %       | aantal | %      |
| inwoners                       | 6013   | 100    | 3073    | 51,1    | 2940   | 48,9   |
| bevolkingsdichtheid (inw./km²) | 37,5   | 37,5   | 19,2    | 19,2    | 18,3   | 18,3   |

In 2002 bedroeg het gemiddelde inkomen per inwoner 1146,11 zł.

## Administratieve plaatsen (sołectwo)
Bukowo, Dębiniec, Grabice, Grabczok, Kały, Młodnik, Murów, Nowe Budkowice, Okoły, Radomierowice, Stare Budkowice, Zagwiździe.

## Aangrenzende gemeenten
Dobrzeń Wielki, Kluczbork, Lasowice Wielkie, Łubniany, Pokój, Wołczyn
- Virtual International Authority File: 311487620